# Luigi Origoni
Pour les articles homonymes, voir Origoni.
 (août 2024).
 (août 2024).
Luigi Origoni est un architecte italien connu pour sa contribution au mouvement du rationalisme italien, actif principalement entre les années 1920 et 1930.

## Biographie
Luigi Origoni a joué un rôle significatif dans le contexte du rationalisme italien, un mouvement architectural caractérisé par l'utilisation de formes simples et fonctionnelles ainsi qu'une esthétique dépouillée de décorations excessives. Son travail a contribué à la définition du langage architectural rationaliste, en particulier dans la région du lac de Côme.

## Œuvres
Situé via Pessina 6, à Côme, le siège de l'Unione Lavoratoridell'industria est l'un des exemples les plus connus de l'architecture de Luigi Origoni. Le bâtiment reflète les principes du rationalisme avec son design sobre et fonctionnel.
Le travail d'Origoni est une partie intégrante de l'histoire de l'architecture rationaliste italienne.